# Neumarkt in der Oberpfalz
Neumarkt er en by i den tyske delstat Bayern i det sydlige Tyskland. Den har 41.255 (2023) indbyggere.

## Kendte personer fra byen
- Christoffer af Bayern, konge af Danmark, Norge og Sverige